# ساموئل ابل
ساموئل ابل (انگلیسی: Samuel Abel؛ ۳۰ دسامبر ۱۹۰۸ – ۲۶ سپتامبر ۱۹۵۹) یک بازیکن فوتبال اهل انگلستان بود.
از باشگاه‌هایی که در آن بازی کرده‌است می‌توان به باشگاه فوتبال بری و باشگاه فوتبال چسترفیلد اشاره کرد.